# جراند ثفت أوتو 2
جراند ثفت أوتو 2 (بالإنجليزية: Grand Theft Auto 2)‏ هي لعبة فيديو مفتوحة من نوع آكشن ومغامرات طورتها دي إم أي ديزاين والتي تعرف حالياً باسم روكستار نورث وناشر لعبة روك ستار ،إنها اللعبة الثانية في سلسلة سرقة السيارات الكبرى أنتج لعبة في العام 1999.

## طريقة اللعبة
ستحصل في لعبة على الحرية المطلقة للتجول حول أرجاء مستعمرة مستقبلية/ وهدفك هو جمع المال قدر كبير من المال بأي وسيلة ممكنة وستجد أن المدينة مقسمة إلى ثلاث إجزاء (منطقة شعبية ومنطقة سكنية راقية ومنطقة صناعية) وفي كل منها ستوجد عدة عصابات معادية لبعضها.
قم بعمل شيْ لتكسب ود أحدهما، باختصار أي شي تقوم به في المدينة سيؤثر على موقعك مع تلك العصابات وأيضاً مع قوة الشرطة.
ستحوي المهام التي سوف توكل إليك كل ما قد يخطر في بذهنك من الأعمال، وكلما إزداد المال والتقدير الذي ستحصل علية حيث ستختلف المهام بشكل كبير يسبب تنوعها. ومن الممكن لك أن تكمل اللعبة دون أن تنهي مهمة معينة، فالقدر الوافر من الأسلحة والسيارات وكما أن محطة الإذاعية الموسيقية الموجودة في اللعبة وضعت بصورة ذكية.

## وصلات خارجية
- جراند ثفت أوتو 2 على موقع IMDb (الإنجليزية)
- Grand Theft Auto 2 at Grand Theft Wiki